# إلاتي (تريكالا)
إلاتي (Ελάτη) هي مدينة في تريكالا في مقاطعة فوريا إلادا في اليونان.
يبلغ عدد سكانها حوالي 942 نسمة.